# ليزا لازاروس
ليزا لازاروس (بالإنجليزية: Lisa Lazarus)‏ هي متسابقة ملكة الجمال وعارضة وممثلة بريطانية، ولدت في 11 نوفمبر 1987 في سوانزي في المملكة المتحدة.

## أعمال

### أفلام
- (2009) فير

## وصلات خارجية
- الموقع الرسمي
- ليزا لازاروس على موقع IMDb (الإنجليزية)